# Ataque com helicóptero em Caracas em 2017
Um ataque com helicóptero em Caracas em 2017 ocorreu no dia 27 de junho, por um grupo de indivíduos que capturou um helicóptero policial e atacou o Supremo Tribunal de Justiça em Caracas, na Venezuela. A bordo do helicóptero seus ocupantes dispararam tiros de fuzil e lançaram granadas contra o prédio, porém não houve vítimas fatais.

## Contexto
Em 27 de junho de 2017, após uma série de protestos que causaram diversas vítimas, o presidente Maduro emitiu um pronunciamento afirmando que caso seu governo fosse vítima de um golpe de Estado, ele e seus seguidores usariam a força para restaurar o governo bolivariano. Naquele mesmo dia, um vídeo foi publicado através das redes sociais mostrando quatro homens encapuzados armados com rifles de assalto escoltando Óscar Alberto Pérez, um ator de cinema e integrante da Agência de Investigação Criminal da Venezuela (CICPC). Pérez leu o manifesto do grupo, que afirmava tratarem-se de uma coalizão de militares, policiais e civis sem nenhuma filiação político-partidária que, em virtude de seu patriotismo, estavam dispostos a lutar contra a tirania governamental do Estado venezuelano e contra as mazelas que teriam sido impostas à população do país por este mesmo governo.
Horas depois do lançamento do vídeo, um helicóptero governamental roubado foi avistado sobrevoando o entorno do Supremo Tribunal Venezuelano. A aeronave ostentava uma bandeira com o slogan "350 Liberdade", em referência ao artigo 350 da Constituição da Venezuela, que afirma o repúdio do povo Venezuelano em relação a qualquer regime, legislação ou autoridade que viole os valores, princípios e garantias democráticas ou que desrespeite os direitos humanos. Quando o helicóptero aproximou-se do Supremo Tribunal, seus tripulantes passaram a atacar o prédio com tiros de fuzil e granadas de mão. Entretanto, em virtude do prédio governamental estar vazio no momento do ataque, não houve vítimas.
O presidente do país em exercício, Nicolás Maduro, classificou o incidente como um ataque terrorista, enquanto a oposição à seu governo descreveu o episódio como uma operação de bandeira falsa, uma mera encenação criada pelo próprio Maduro para justificar a repressão contra os opositores de seu governo. Mais tarde, entretanto, o ex-militar e ator amador Óscar Pérez emitiu um comunicado através das redes sociais assumindo a autoria do ataque e afirmando que a ausência de vítimas fatais teria sido planejada pelo grupo que executou a ação.